# Circonscription électorale de Hiroshima
La circonscription électorale de Hiroshima (広島県選挙区, Hiroshima-ken senkyo-ku) est une subdivision électorale de la Chambre des conseillers du Japon, représentant la préfecture de Hiroshima. Quatre conseillers y sont élus selon la méthode du vote unique non transférable.

## Conseillers
| Série 1                           | Série 1                           | Série 1                         | Série 1                         | Élection                         | Série 2                          | Série 2                          | Série 2                         | Série 2                         |
| 1er (1947 : 1er, mandat de 6 ans) | 1er (1947 : 1er, mandat de 6 ans) | 2e (1947 : 2e, mandat de 6 ans) | 2e (1947 : 2e, mandat de 6 ans) | Élection                         | 1er (1947 : 3e, mandat de 3 ans) | 1er (1947 : 3e, mandat de 3 ans) | 2e (1947 : 4e, mandat de 3 ans) | 2e (1947 : 4e, mandat de 3 ans) |
| --------------------------------- | --------------------------------- | ------------------------------- | ------------------------------- | -------------------------------- | -------------------------------- | -------------------------------- | ------------------------------- | ------------------------------- |
|                                   | Shikazō Sasaki (ja) (Ind.)        |                                 | Gishin Yamashita (ja) (Ind.)    | 1947                             |                                  | Setsuo Yamada (ja) (PSJ)         |                                 | Gesshū Iwamoto (ja) (Ind.)      |
| 1950                              | Shikazō Sasaki (ja) (Ind.)        |                                 | Gishin Yamashita (ja) (Ind.)    | Takeichi Nida (ja) (PL)          |                                  | Setsuo Yamada (ja) (PSJ)         |                                 |                                 |
|                                   | Tsunei Kusunose (ja) (PL)         | 1950,                           | Gishin Yamashita (ja) (Ind.)    | Takeichi Nida (ja) (PL)          |                                  | Setsuo Yamada (ja) (PSJ)         |                                 |                                 |
|                                   | Gishin Yamashita (PSJ de droite)  |                                 | Kiichi Miyazawa (PL)            | Takeichi Nida (ja) (PL)          | 1953                             | Setsuo Yamada (ja) (PSJ)         |                                 |                                 |
| 1956                              | Gishin Yamashita (PSJ de droite)  |                                 | Kiichi Miyazawa (PL)            | Mamoru Nagano (ja) (PLD)         |                                  | Setsuo Yamada (PSJ)              |                                 |                                 |
|                                   | Kiichi Miyazawa (PLD)             |                                 | Susumu Fujita (ja) (PSJ)        | Mamoru Nagano (ja) (PLD)         | 1959                             | Setsuo Yamada (PSJ)              |                                 |                                 |
| 1962                              | Kiichi Miyazawa (PLD)             | Tadayasu Iwasawa (ja) (PLD)     | Susumu Fujita (ja) (PSJ)        | Ken'ichi Matsumoto (ja) (PSJ)    |                                  |                                  |                                 |                                 |
| Masaaki Fujita (ja) (PLD)         | 1965                              | Tadayasu Iwasawa (ja) (PLD)     | Susumu Fujita (ja) (PSJ)        | Ken'ichi Matsumoto (ja) (PSJ)    |                                  |                                  |                                 |                                 |
| Masaaki Fujita (ja) (PLD)         | ,1966                             | Makoto Nakatsui (ja) (PLD)      | Susumu Fujita (ja) (PSJ)        | Ken'ichi Matsumoto (ja) (PSJ)    |                                  |                                  |                                 |                                 |
| Masaaki Fujita (ja) (PLD)         | 1968                              | Makoto Nakatsui (ja) (PLD)      | Susumu Fujita (ja) (PSJ)        | Ken'ichi Matsumoto (ja) (PSJ)    |                                  |                                  |                                 |                                 |
| Masaaki Fujita (ja) (PLD)         | 1971                              | Makoto Nakatsui (ja) (PLD)      | Susumu Fujita (ja) (PSJ)        | Ken'ichi Matsumoto (ja) (PSJ)    |                                  |                                  |                                 |                                 |
| Masaaki Fujita (ja) (PLD)         | 1974                              | Itsuo Nagano (ja) (PLD)         | Susumu Fujita (ja) (PSJ)        | Mansō Hamamoto (ja) (PSJ)        |                                  |                                  |                                 |                                 |
| Masaaki Fujita (ja) (PLD)         | 1977                              | Itsuo Nagano (ja) (PLD)         | Susumu Fujita (ja) (PSJ)        | Mansō Hamamoto (ja) (PSJ)        |                                  |                                  |                                 |                                 |
| Masaaki Fujita (ja) (PLD)         | 1980                              | Itsuo Nagano (ja) (PLD)         | Susumu Fujita (ja) (PSJ)        |                                  | Hiroyuki Konishi (ja) (PDS)      |                                  |                                 |                                 |
| Masaaki Fujita (ja) (PLD)         | ,1981                             | Hiroshi Miyazawa (ja) (PLD)     | Susumu Fujita (ja) (PSJ)        |                                  | Hiroyuki Konishi (ja) (PDS)      |                                  |                                 |                                 |
| Masaaki Fujita (ja) (PLD)         | Mansō Hamamoto (PSJ)              | Hiroshi Miyazawa (ja) (PLD)     | 1983                            |                                  | Hiroyuki Konishi (ja) (PDS)      |                                  |                                 |                                 |
| Masaaki Fujita (ja) (PLD)         | Mansō Hamamoto (PSJ)              | Hiroshi Miyazawa (ja) (PLD)     | 1986                            |                                  | Hiroyuki Konishi (ja) (PDS)      |                                  |                                 |                                 |
|                                   | Mansō Hamamoto (PSJ)              | Hiroshi Miyazawa (ja) (PLD)     |                                 | Yūzan Fujita (ja) (PLD)          | Hiroyuki Konishi (ja) (PDS)      | 1989                             |                                 |                                 |
| 1992                              | Mansō Hamamoto (PSJ)              | Hiroshi Miyazawa (ja) (PLD)     |                                 | Yūzan Fujita (ja) (PLD)          | Kimiko Kurihara (ja) (Ind.)      |                                  |                                 |                                 |
| Kensei Mizote (PLD)               | Mansō Hamamoto (PSJ)              | Hiroshi Miyazawa (ja) (PLD)     | 1993,                           |                                  | Kimiko Kurihara (ja) (Ind.)      |                                  |                                 |                                 |
|                                   | Kensei Mizote (PLD)               | Hiroshi Miyazawa (ja) (PLD)     |                                 | Kenji Sugekawa (ja) (Shinshintō) | Kimiko Kurihara (ja) (Ind.)      | 1995                             |                                 |                                 |
| 1998                              | Kensei Mizote (PLD)               | Ikuo Kamei (ja) (PLD)           |                                 | Kenji Sugekawa (ja) (Shinshintō) | Minoru Yanagida (Ind.)           |                                  |                                 |                                 |
|                                   | Takeaki Kashimura (ja) (Ind.)     | Ikuo Kamei (ja) (PLD)           |                                 | Kensei Mizote (PLD)              | Minoru Yanagida (Ind.)           | 2001                             |                                 |                                 |
| 2004                              | Takeaki Kashimura (ja) (Ind.)     |                                 | Minoru Yanagida (PDJ)           | Kensei Mizote (PLD)              |                                  | Ikuo Kamei (PLD)                 |                                 |                                 |
|                                   | Kōji Satō (ja) (PDJ)              | 2007                            | Minoru Yanagida (PDJ)           | Kensei Mizote (PLD)              |                                  | Ikuo Kamei (PLD)                 |                                 |                                 |
| 2010                              | Kōji Satō (ja) (PDJ)              |                                 | Yōichi Miyazawa (PLD)           | Kensei Mizote (PLD)              |                                  | Minoru Yanagida (PDJ)            |                                 |                                 |
|                                   | Kensei Mizote (PLD)               |                                 | Yōichi Miyazawa (PLD)           | Shinji Morimoto (ja) (PDJ)       | 2013                             | Minoru Yanagida (PDJ)            |                                 |                                 |
| 2016                              | Kensei Mizote (PLD)               |                                 | Yōichi Miyazawa (PLD)           | Shinji Morimoto (ja) (PDJ)       | Minoru Yanagida (PDP)            |                                  |                                 |                                 |
|                                   | Shinji Morimoto (Ind.)            |                                 | Yōichi Miyazawa (PLD)           | Anri Kawai (ja) (PLD)            | Minoru Yanagida (PDP)            | 2019                             |                                 |                                 |
|                                   | Shinji Morimoto (Ind.)            | Haruko Miyaguchi (ja) (Ind.)    | Yōichi Miyazawa (PLD)           | 2021,                            | Minoru Yanagida (PDP)            |                                  |                                 |                                 |
| 2022                              | Shinji Morimoto (Ind.)            | Haruko Miyaguchi (ja) (Ind.)    | Yōichi Miyazawa (PLD)           |                                  | Eri Mikami (ja) (Ind.)           |                                  |                                 |                                 |
|                                   | Hidenori Nishita (PLD)            |                                 | Yōichi Miyazawa (PLD)           | Shinji Morimoto (PDC)            | Eri Mikami (ja) (Ind.)           | 2025                             |                                 |                                 |